# Constitution yougoslave de 1946

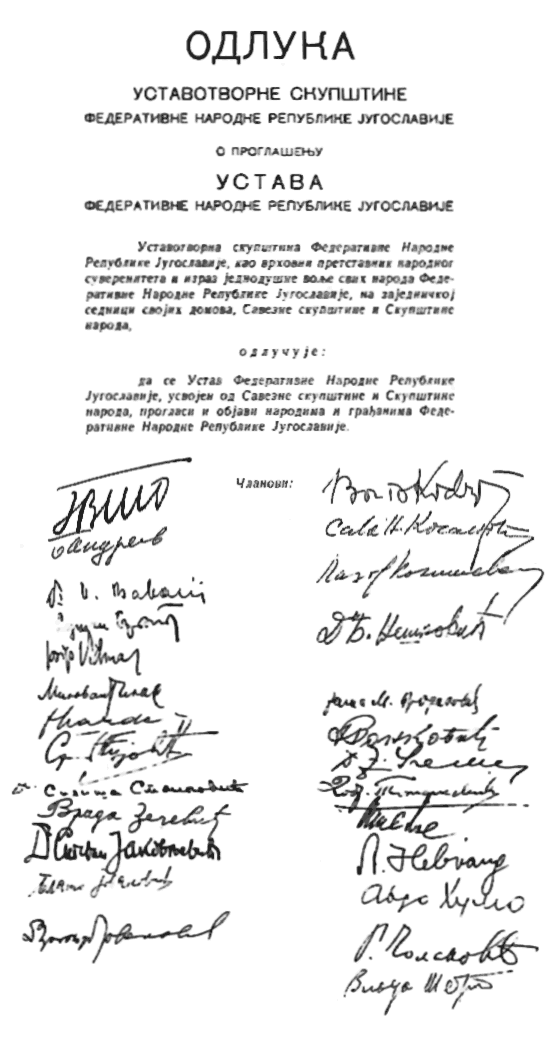
Acte de promulgation de la Constitution de la République populaire fédérale de Yougoslavie (1946)

La Constitution yougoslave de 1946, officiellement intitulée Constitution de la République populaire fédérale de Yougoslavie (en serbe : Устав Федеративне Народне Републике Југославије ; en croate : Ustav Federativne Narodne Republike Jugoslavije), est la première constitution de la République populaire fédérale de Yougoslavie. Elle est adoptée par l'Assemblée constitutionnelle de Yougoslavie, élue le 11 novembre 1945. La Constitution entre en vigueur lors de sa promulgation, le 31 janvier 1946 ,,,.

## Contexte

Ivan Ribar (1881-1968), président de l'Assemblée constitutionnelle de Yougoslavie.

Les élections à l'Assemblée constitutionnelle de Yougoslavie ont lieu le 11 novembre 1945. Le processus électoral est dominé par le Front populaire de Yougoslavie (PFY), une coalition politique dirigée par le Parti communiste de Yougoslavie (CPY) au pouvoir. Depuis la suppression des partis d'opposition, la liste électorale du PFY a remporté une victoire électorale écrasante, permettant ainsi au CPY de poursuivre ses projets d'abolition définitive d'une monarchie déjà affaiblie. Le 29 novembre (1945), par une déclaration de l'Assemblée constitutionnelle, la Yougoslavie est officiellement proclamée république populaire et fédération, sous le nom de République populaire fédérale de Yougoslavie (RPPY). Dans le même temps, la rédaction de la nouvelle constitution est lancée. Le 31 janvier 1946, la Constitution est adoptée et promulguée. La proclamation solennelle de la nouvelle Constitution est présidée par Ivan Ribar, président de l'Assemblée constitutionnelle de Yougoslavie ,.

## Dispositions constitutionnelles

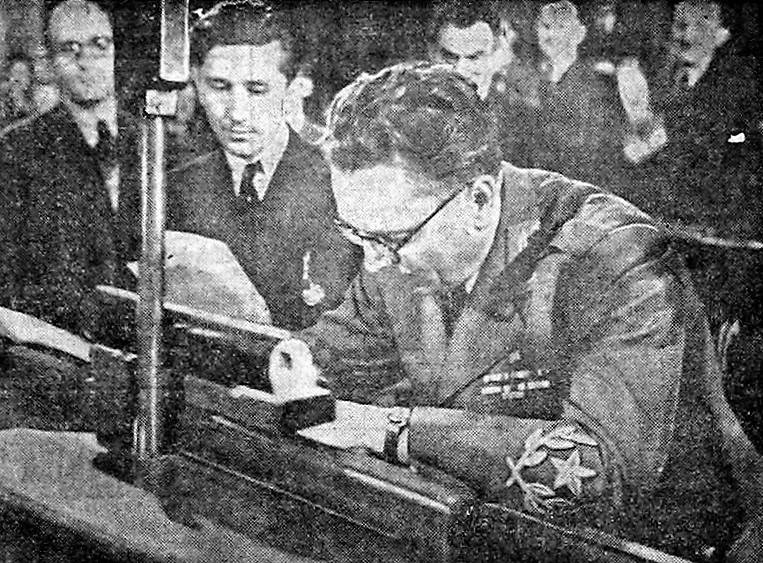
Signature de la Déclaration du 29 novembre 1945, par Josip Broz Tito, président du gouvernement yougoslave.

La Constitution définit la Yougoslavie comme une république populaire et une fédération (article 1), finalisant ainsi les deux objectifs politiques principaux du Front populaire de Yougoslavie (PFY) et du Parti communiste de Yougoslavie (CPY) au pouvoir, dirigé par Josip Broz Tito. à l'époque président du gouvernement yougoslave.
En vertu de l'article 2 de la Constitution, l'État fédéral est défini comme l'union de six États fédérés, dans l'ordre constitutionnel suivant : la République populaire de Serbie, la République populaire de Croatie, la République populaire de Slovénie, la République populaire de Bosnie-Herzégovine, la République populaire de Macédoine et la République populaire du Monténégro.
Deux unités autonomes existantes sont confirmées au sein de la République populaire de Serbie : la première étant la province autonome de Voïvodine et la seconde la région autonome du Kosovo-Metohija. En vertu de l'article 44, la création de nouvelles provinces autonomes et de nouvelles régions autonomes est également autorisée.
L'égalité de tous les citoyens et de tous les groupes est proclamée et garantie, mais aucune nationalité ou appartenance ethnique n'est mentionnée nommément dans l'ensemble du texte de la Constitution.
Les langues officielles ne sont pas définies.
L’une des caractéristiques les plus importantes de la Constitution est qu’elle ressemble à la Constitution de l’Union soviétique (1936). La constitution yougoslave promeut la position dominante de la propriété de l'État, l'organisation du pouvoir sur le principe de l'unité du pouvoir et la division dichotomique de toute l'autorité de l'État entre les autorités de l'État et l'administration de l'État.
Une répartition des compétences existe entre l'État fédéral et six États fédérés. La répartition du pouvoir est basée sur le principe du « centralisme démocratique », défini par le principal théoricien constitutionnel yougoslave de l'époque : Edvard Kardelj. Cela signifie en fait l'introduction de modèles sociaux étatiques et de réglementations étatiques centralistes, parallèlement au fédéralisme nominal. Les formes de pluralisme idéologique, politique et autres sont exclues.
Cette Constitution permet de consolider davantage le régime communiste dans le pays. Après l’éclatement du conflit avec l’ Union soviétique en 1948, les autorités yougoslaves décident de trouver leur propre voie vers le socialisme. La réforme législative commence par des changements partiels, en 1950 et 1952, mais des changements cruciaux sont apportés par la loi constitutionnelle yougoslave de 1953.